# هانشی

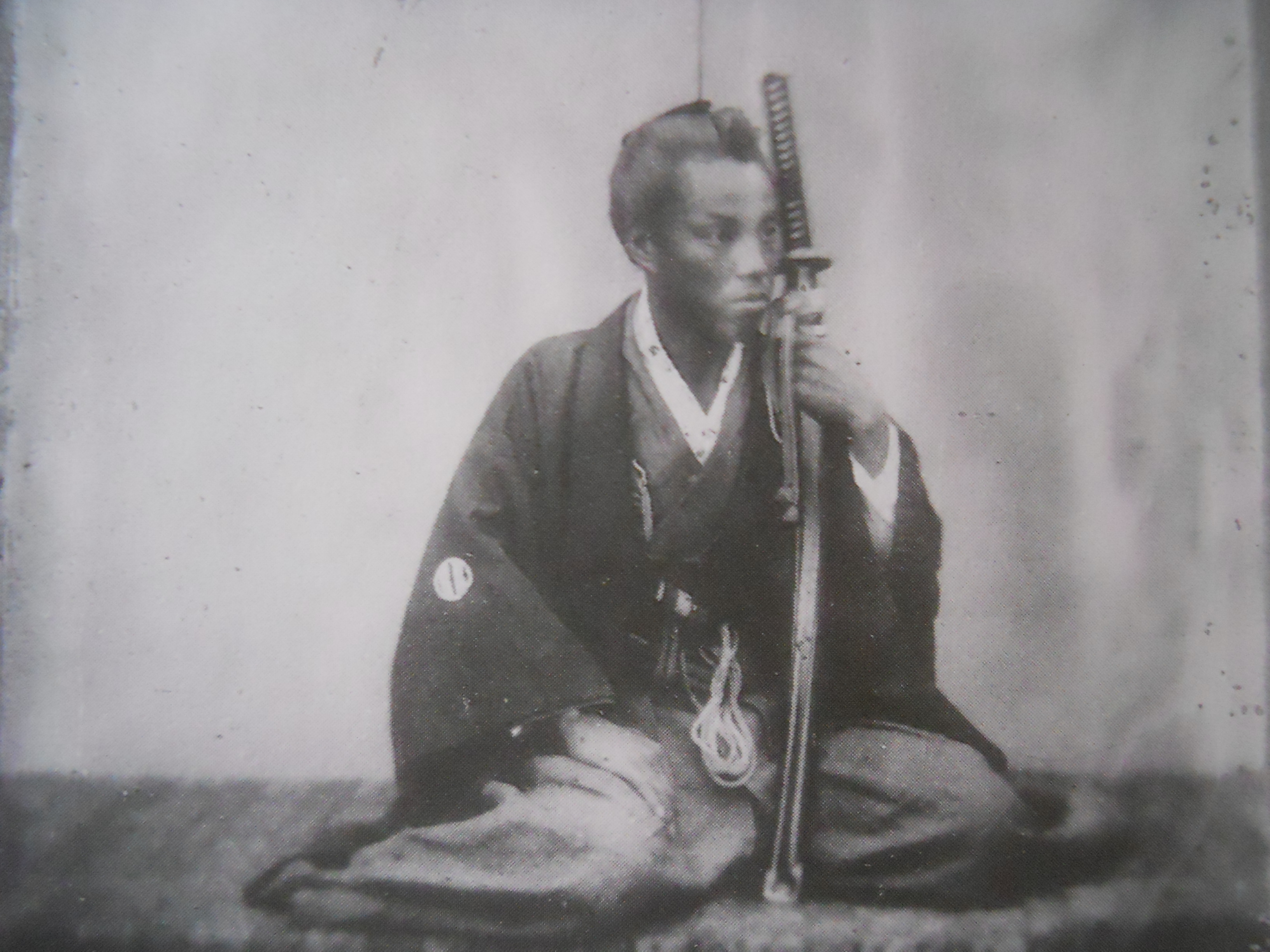
یوشیدا یوتوکو ۱۸۴۴ - سال سیزدهم دوره میجی ۱۸۸۰

هانشی (به ژاپنی: 藩士)، به سامورایی‌های در خدمت هان، قلمروهای فئودالی در دوره ادو گفته می‌شود. سامورایی‌های طبقه بالای هانشی جوشی نامیده می‌شدند و سامورایی‌ها طبقه پایین هانشی گوشی نامیده می‌شدند. به سامورایی‌هائی که در عین متعلق بودن به طبقه سامورایی‌ها کشاورز نیز بودند و در زمان صلح به شغل کشاورزی مشغول بودند و در زمان جنگ به عنوان رزمنده می‌جنگیدند «گوسامورایی» گفته می‌شد.